# Горин (Хабаровский край)
Горин — посёлок сельского типа в Солнечном районе Хабаровского края России. Административный центр и единственный населённый пункт сельского поселения Посёлок Горин. 

## История
Образован в 1934 году на правом берегу реки Горин ссыльными переселенцами. С 1937 года началось строительство железной дороги. В 1945-1947 годах для нужд посёлка японскими военнопленными были возведены первые инженерные сооружения: водозаборная скважина, водовод, водонапорная башня.

## Население
| 1992  | 2002  | 2010  | 2011  | 2012  | 2013  | 2014  |
| ----- | ----- | ----- | ----- | ----- | ----- | ----- |
| 4700  | ↘3807 | ↗4152 | ↘4143 | ↗4144 | ↘4123 | ↘4063 |
| 2015  | 2016  | 2017  | 2018  | 2019  | 2020  | 2021  |
| ↘4054 | ↘3982 | ↘3930 | ↘3859 | ↘3749 | ↗3811 | ↘3209 |

## Экономика
Основная отрасль экономики: лесная.. Основные предприятия: ПАО «Горинский КЛПХ», ООО «Римбунан Хиджау ДВ», одноимённая железнодорожная станция Дальневосточной железной дороги..